# Stanisław Kasprzyk
Stanisław Kasprzyk (* 7. November 1942 in Gnesen; † 23. September 2022) war ein polnischer Hockeyspieler.
Stanisław Kasprzyk begann 1955 seine Karriere bei Sparcie Gniezno, wo er fast seine gesamte Karriere aktiv war. Lediglich während seines Militärdienstes war er beim WKS Grunwald Poznań aktiv. Für die polnische Hockeynationalmannschaft bestritt er 49 Länderspiele und erzielte dabei 2 Tore. Bei den Olympischen Spielen 1972 in München belegte er mit dem polnischen Team den 11. Platz.